# Lorena Álvarez
Lorena Álvarez Trejo (Ciudad de México, 10 de enero de 1973) es una actriz mexicana que inició su formación artística en el Centro de Educación Artística de Televisa en 1993, posteriormente continuó sus estudios en el MM Studio Patricia Reyes Spíndola y en el Taller de Actuación de Sergio Jiménez.

## Biografía
En 1994 debutó en un show nocturno llamado 'Viva la alegría', a la par de su participación en telenovelas como Agujetas de color de rosa, Volver a empezar y el programa de televisión Video teatros. 
En el campo de los espectáculos nocturnos, ha estado en Y ahora qué (1995), 3 en 1 (1997), El caballo, Inclán y El Pirrurris - Feliz 1999, México lindo y querido (2000), El show de Luis de Alba (2003) y El show de Alejandro Suárez (2006).
Incursionó en cine en 1996 con la película Crímenes de pasión, y también hizo videohomes entre los que se cuentan: A sangre fría, Herencia fatal y Muerte entre líneas. 
Sus primeras obras de teatro las representó en 1997, siendo estas Don Juan Tenorio y 101 dálmatas. Las obras que siguieron fueron Entrañable Susana (1998), Don Juan Tenorio 2000, El gran cómico musical (2000), Amigas y puñales (2002), Luis de Alba y la escuelita del relajo (2004), Princesas musical (2004), Amortiguador (2005), Ensalada de rucos (2005) y El escultor de destinos (2006).
Para televisión ha participado en telenovelas como Corazón que miente (2016), La sombra del pasado (2014-2015), Qué bonito amor (2012-2013), Corazón salvaje (2009), Juro que te amo (2008), Muchachitas como tú (2007), Amor real (2003), Salomé (2001), El premio mayor (1995) así mismo ha participado en numerosos programas, incluyendo Cero en conducta, En familia con Chabelo, Como dice el dicho, Mujer casos de la vida real, Al ritmo de la noche, La jaula, Par de ases, Fábrica de risas y La rosa de Guadalupe' entre otros.

## Filmografía

### Telenovelas
- Agujetas de color de rosa (1994)
- Volver a empezar (1994) - Recepcionista
- El premio mayor (1995)
- La dueña (1995)
- Salomé (2001) - "Luisa"
- Amor real (2003) - Bernarda Aguirre"
- Mujer de madera (2004-2005) - Dalia
- Muchachitas como tú (2007)
- Juro que te amo (2008-2009) - Adelaida Lacayo
- Corazón salvaje (2009-2010) - "Celia"
- Tierra de cantores - (2010) - Aurora Larios
- Qué bonito amor (2012- 2013) - "Roxana"
- La sombra del pasado (2014-2015) - Mayra
- Corazón que miente (2016) - Martha
- Mi adorable maldición (2017) - Emma
- Tenías que ser tú (2018) - Doctora de Amanda
- Fuego ardiente (2021) - Mercedes[2]
- Contigo sí (2021-2022) - Cándida Gustaba[3]
- Tu vida es mi vida (2024) - "Teresa"

### Programas de TV
- Como dice el dicho
- Historias de la virgen morena
- La Rosa de Guadalupe
- En Familia Con Chabelo
- Fábrica de risas
- Par de ases
- La Jaula
- Festival del humor
- Humor es... los comediantes
- Cero en conducta
- Al ritmo de la risa
- Al ritmo de la noche
- Mujer casos de la vida real
- Video Teatros

### Películas
- A sangre fría (1995)[4]
- Crímenes de pasión (1995)
- Herencia fatal (1997)
- La perra (1997)
- La sentencia de un pesado (1999)
- El güero, el tuerto y el cojo (2006)